# Ausavapat Ausavaterakul
Ausavapat Ausavaterakul (อัศวพัทธ์ อัศวธีรากุล), noto anche con lo pseudonimo di New (นิว) (9 giugno 1999), è un attore thailandese, famoso in particolare per l'interpretazione di Pop in Love Sick: The Series - Rak wun wai run saep.
Dal 2018 fa anche parte del gruppo musicale "Goblin".

## Filmografia

### Cinema
- Water Boyy, regia di Rachyd Kusolkulsiri (2015)
- Enough, regia di Thanamin Wongsakulpach (2017)[2]

### Televisione
- Love Sick: The Series - Rak wun wai run saep - serie TV (2014-2015)

## Discografia
- 2014 - Sun (Shake) (con il cast di "Love Sick: The Series - Rak wun wai run saep")
- 2014 - Kae tao nun

### Singoli (con i Goblin)
- 2018 - Sek (Magic)